# 이인옥
이인옥(李仁玉, 1953년 7월 12일 ~ 현재)은 대한민국의 배우이다. 서울특별시에서 태어났다. 1974년 영화 데뷔작은 '악령'이다. 최근까지도 여러 영화에 단역으로 출연하고 있다. 어머니의 영향으로 영화계와 연결되고 적극적으로 후원받았다. 동명여자고등학교를 나왔다.

## 학력
- 동명여자고등학교

## 출연 작품

### 영화
- 2006년 《가을로》... 체육관 유가족 1 역
- 2006년 《연애, 그 참을 수 없는 가벼움》... 수경 모 역
- 2003년 《써클》... 월백 이숙선 역
- 2001년 《수취인불명》... 은옥 모 역
- 2000년 《킬리만자로》... 할머니집 아줌마 역
- 2000년 《동감》... 소은 모 역
- 1999년 《얼굴》
- 1999년 《마요네즈》 ... 예살 아줌마 역
- 1998년 《처녀들의 저녁식사》... 연이의 모친 역
- 1998년 《남자의 향기》... 여관 주인 역
- 1998년 《파란 대문》... 어머니 역
- 1997년 《편지》... 정인모 역
- 1997년 《창》
- 1997년 《비트》... 민 어머니 역
- 1997년 《백수스토리》... 엄마 역
- 1996년 《미지왕》
- 1995년 《여자 일기》
- 1994년 《게임의 법칙》... 만수 아줌마 역
- 1994년 《계약커플》
- 1993년 《참견은 노 사랑은 오예》... 완기 모 역
- 1993년 《서편제》... 도상처 역
- 1992년 《이혼하지 않는 여자》
- 1991년 《서울의 달빛》
- 1991년 《경마장 가는 길》... R의 누나 역
- 1991년 《눈물의 웨딩 드레스》... 추이몽 역
- 1991년 《열 아홉의 절망 끝에 부르는 하나의 사랑 노래》... 준석 모 역
- 1991년 《스무살까지만 살고 싶어요》... 철수 모 역
- 1991년 《누가 용의 발톱을 보았는가》
- 1990년 《꿈》... 천곡 촌장 역
- 1990년 《있잖아요 비밀이에요 2》... 준서 모 역
- 1990년 《이조 여인 숙명사 청상계》... 당골네 역
- 1990년 《그래 가끔 하늘을 보자》... 영수 모 역
- 1990년 《우묵배미의 사랑》... 마도메 역
- 1990년 《새벽에서 밤까지》
- 1989년 《발바리의 추억》... 소년 모 역
- 1989년 《앗싸! 호랑나비》 ... 호랑 모 역
- 1989년 《그 후로도 오랫동안》
- 1989년 《내 친구 제제》... 여인 1 역
- 1988년 《늑대의 호기심이 비둘기를 훔쳤다》... 여인 역
- 1988년 《어른들은 몰라요》
- 1987년 《연산군》
- 1987년 《호걸춘풍》
- 1987년 《달래내 보슬이》
- 1987년 《덫》
- 1987년 《돌아이 3》
- 1986년 《서울의 탱고》
- 1986년 《길소뜸》
- 1986년 《티켓》
- 1986년 《빨간 앵두 3》... 향심 역
- 1986년 《말괄량이 대행진》
- 1986년 《아빠가 남기고 간 훈장》
- 1986년 《열병시대》
- 1986년 《날개달린 녀석들》
- 1985년 《인간 시장 2, 불타는 욕망》
- 1985년 《목 없는 여살인마》
- 1985년 《이브의 체험》
- 1985년 《졸업여행》
- 1985년 《뽕》
- 1985년 《어미》... 민 여사 역
- 1985년 《마지막 여름》
- 1985년 《고래 샤낭 2》
- 1985년 《아가씨와 사관》
- 1984년 《만삭》
- 1984년 《땡볕》... 강릉댁
- 1984년 《초대받은 성웅들》
- 1984년 《그해 겨울은 따뜻했네》
- 1984년 《무인》
- 1984년 《무릎과 무릎 사이》
- 1983년 《이 한몸 돌이 되어》
- 1983년 《당신은 나쁜 사람》
- 1983년 《참새와 허수아비》... 마담 A 역
- 1983년 《여인 잔혹사 물레야 물레야》
- 1983년 《들개》
- 1983년 《마음은 외로운 사냥꾼》
- 1982년 《흑녀》
- 1982년 《꼬방동네 사람들》
- 1982년 《안개는 여자처럼 속삭인다》
- 1982년 《죽으면 살리라》
- 1982년 《집을 나온 여인》
- 1981년 《유부녀》
- 1981년 《종군수첩》
- 1981년 《사랑하는 사람아》
- 1981년 《그들의 태양을 쏘았다》
- 1981년 《삼원녀》
- 1981년 《캔디 캔디》
- 1981년 《초대받은 사람들》(우정출연)
- 1981년 《하늘나라 엄마별이》... 선애 역
- 1979년 《돌의 초상》
- 1979년 《영원한 관계》
- 1979년 《골목대장》
- 1978년 《소리치는 깃발》
- 1978년 《수병과 제독》
- 1978년 《O양의 아파트》
- 1978년 《상초》
- 1978년 《슬픔이 파도를 넘칠 때》
- 1978년 《너의 창에 불이 꺼지고》
- 1977년 《별 3형제》
- 1977년 《아내에게 바치는 노래》
- 1977년 《평양의 비밀 지령》
- 1977년 《병사와 아가씨들》
- 1976년 《제3부두 고슴도치》
- 1976년 《구삼육 사건》
- 1976년 《맨발의 눈길》
- 1975년 《왜 그랬던가》
- 1974년 《연화》
- 1974년 《환희》

## 수상
- 1979년 백상예술대상 영화부문 신인상